# Andri Augustin
Andri Augustin, auch Andri Gustin, (* 10. September 1876 in Sent, Kanton Graubünden; † 28. Februar 1939) war ein Schweizer Romanist aus dem Kanton Graubünden.
Augustin besuchte die Kantonsschule in Chur und studierte danach in Pisa, Heidelberg, Berlin sowie einige Semester in Zürich bei Heinrich Morf und Ernest Bovet Romanistik. Seine Dissertation ist der Syntax des Unterengadinischen gewidmet, zu der er auch zusammen mit Jakob Jud forschte. Er stützte sich dabei mehr auf die gesprochene, als die geschriebene Sprache. Er setzte sich für den Erhalt des Bündnerromanischen ein. 1903 heiratete Augustin seine Jugendfreundin Mengia Stalvies; mit ihr hatte er zwei Kinder. Mengia verstarb bereits 1924.
Augustin war langjähriger Mitarbeiter des Dicziunari Rumantsch Grischun, für welches er Felderhebungen durchführte, was ihn in alle Teile des Kantons Graubünden führte. Ferner unternahm er auch Dialektexpeditionen ins Tessin und nach Ligurien.
Von 1937 an war Augustin stark in spracherhaltende bzw. sprachplanerische Aktivitäten in der Sutselva engagiert. Dort führte er Referate und Diskussionen durch und sorgte für die Organisation von Romanischkursen. Dabei hatte er nicht die Schaffung eines neuen, sutselvischen Standards, sondern die Verwendung von Sursilvan im Sinn – dies im Gegensatz zu Giuseppe Gangale, welcher einige Jahre nach Augustin auf die Schaffung eines eigenen, sutselvischen Standards hinwirkte.
Eine von Augustin gegründete Stiftung – die Fundaziun Prof. Dr. Andri Augustin existiert noch heute; sie fördert Massnahmen zur Erhaltung des Rätoromanischen.